# Бергхоф
Бе́ргхоф (нем. Berghof — «горный двор») — в 1928—1945 резиденция Адольфа Гитлера в долине Берхтесгадена в Баварских Альпах. Построен в 1916 году, до перестройки в 1936 году носил название «Дом Вахенфельд» (нем. Haus Wachenfeld) и принадлежал вдове коммерческого советника Винтера из Букстехуде, девичья фамилия которой была Вахенфельд.

## Дом Вахенфельд (1916—1936)
В 1928 году лидер НСДАП Адольф Гитлер снял дом за 100 марок в месяц и сразу же пригласил туда из Австрии сводную сестру Ангелу Раубаль, которая до середины 30-х годов вела хозяйство. В результате срежиссированного ночного поджога фабрики Винтера в 1933 году Гитлер выкупил Дом Вахенфельд за 40 000 золотых марок.
Позднее дом дважды был реконструирован по личному проекту Гитлера мюнхенским архитектором Алоисом Дегано. Последняя перестройка дома была произведена в 1936 году, после чего Дом Вахенфельд стал именоваться Бергхофом. Рассказывает А. Гитлер:

Я боялся, что из-за своих размеров дом не впишется в ландшафт, и был очень рад тому, что он пришелся как нельзя к месту. Собственно, я хотел бы иметь дом ещё больших размеров.

## Бергхоф (1936—1945)
Заработав миллионы марок на книге «Майн кампф», а также получая солидную прибыль от публикации своего портрета на всех почтовых марках Германии, Гитлер мог самостоятельно оплачивать издержки на содержание Бергхофа, охраны, персонала, на приём государственных гостей. В 1939 году расходы партии и Гитлера были разделены.
В 1936 году в Бергхоф переехала Ева Браун, став неофициальной хозяйкой дома. Бергхоф стал местом частных и публичных встреч. Кроме личных комнат Гитлера и Евы Браун там была столовая, кухня, гостиная, кабинеты фюрера и его помощников, комнаты для гостей.
Самой впечатляющей комнатой был конференц-зал. Он был меблирован множеством уютных кресел, небольшими столиками, увешан дорогими коврами и картинами. Мраморный камин, ставший неизменной частью роскошного интерьера, придавал залу ту самую помпезность, тем не менее, в центре внимания было всегда огромное панорамное окно, которое открывалось и закрывалось с помощью электромотора.
К услугам Гитлера в Бергхофе всегда была наготове большая колонна водителей. Бергхоф охранялся командой СС, насчитывавшей в 1944 году около 2000 человек. В помощь ей тут работала также государственная служба охраны, которая занималась политическим контролем и проверкой подозрительных лиц.

## Центр большой политики
Государственные визиты на Оберзальцберг
| Дата          | Посетитель |
| ------------- | --- |
| 03.09.1936    | Бывший премьер-министр Великобритании Ллойд Джордж |
| 20.10.1937    | Ага Хан |
| 22.10.1937    | Герцог и герцогиня Виндзорские |
| 24.10.1936    | Министр иностранных дел Италии Галеаццо Чиано |
| 19.11.1937    | Министр иностранных дел Великобритании лорд Галифакс |
| 12.02.1938    | Федеральный канцлер Австрии Курт Шушниг |
| 15-16.09.1938 | Премьер-министр Великобритании Невилл Чемберлен |
| 01.11.1938    | Наследный принц Италии Умберто, Послы Осима (Япония), Давигнон (Бельгия), Лю-и-Вен (Маньчжоу-го), Фичо (Албания), Диспрандель (Доминиканская Республика)                  |
| 24.11.1938    | Король Румынии Кароль II |
| 06.01.1939    | Министр иностранных дел Польши полковник Юзеф Бек |
| 12-13.08.1939 | Министр иностранных дел Италии Галеаццо Чиано |
| 23.08.1939    | Посол Великобритании Хендерсон |
| 26.07.1940    | Премьер-министр Румынии Ион Джигурту, Министр иностранных дел Румынии Михай Манойлеску                                                                                    |
| 27.07.1940    | Премьер-министр Болгарии Богдан Филов, Министр иностранных дел Болгарии Иван Попов, министр-президент Словакии Войтех Тука, Министр внутренних дел Словакии Александр Мах |
| 28.08.1940    | Министр иностранных дел Италии Галеаццо Чиано |
| 17.10.1940    | Супруга итальянского наследного принца Умберто Мария Жозе |
| 18.11.1940    | Министр иностранных дел Испании Серрано Суньер |
| 18.11.1940    | Министр иностранных дел Италии Галеаццо Чиано |
| 17-18.11.1940 | Царь Болгарии Борис III |
| 19.11.1940    | Король Бельгии Леопольд III |
| 29.11.1940    | Министр иностранных дел Югославии Александр Цинцар-Маркович |
| 04.01.1941    | Премьер-министр Болгарии Богдан Филов |
| 14.01.1941    | Премьер-министр Румынии генерал Антонеску |
| 19.01.1941    | Бенито Муссолини и Министр иностранных дел Италии Галеаццо Чиано |
| 14.02.1941    | Премьер-министр Югославии Драгиша Цветкович |
| 28.02.1941    | Посол Японии Осима |
| 04.03.1941    | Принц-регент Югославии Павел |
| 11.05.1941    | адмирал Дарлан |
| 23.05.1941    | Посол США в Брюсселе Джон Кадэхи |
| 06.06.1941    | Руководитель государства Хорватии Анте Павелич |
| 03.05.1943    | Премьер-министр Франции Пьер Лаваль |
| 27.05.1944    | Посол Японии генерал Осима |

## Конец Бергхофа (1945—1952)
Гитлер покинул Бергхоф 15 января 1945 года, переселившись в Фюрербункер в Берлине, в котором совершил самоубийство 30 апреля.
25 апреля 1945 года в результате налёта авиации союзников на Берхтесгаден, Бергхоф подвергся бомбардировке и был полностью разрушен. В два захода территорию Оберзальцберга бомбили 275 британских бомбардировщиков «Ланкастер» и «Москито», а также 98 «Мустангов» 8-й воздушной армии США. Было сброшено 1232 тонны бомб. 4 мая 1945 года уже после самоубийства Гитлера полуразрушенный Бергхоф был занят частями 4-й пехотной дивизии армии США.  Руины дома и прилегающих к нему помещений просуществовали до 1952 года. 30 апреля 1952 года по распоряжению Баварского правительства руины были полностью снесены.
В настоящее время лишь немногие из оставшихся бетонных сооружений в лесу напоминают о существовавшей некогда в этом месте бывшей резиденции фюрера — Бергхофа.
В июле 2008 года Институтом современной истории Мюнхен-Берлин, в рамках «Выставки Оберзальцберга» (нем. Dokumentation Obersalzberg) на месте бывшей территории Бергхофа установлена мемориальная доска.